# Les Conquérants de l'inutile
Ne doit pas être confondu avec Les Conquérants de l'impossible.

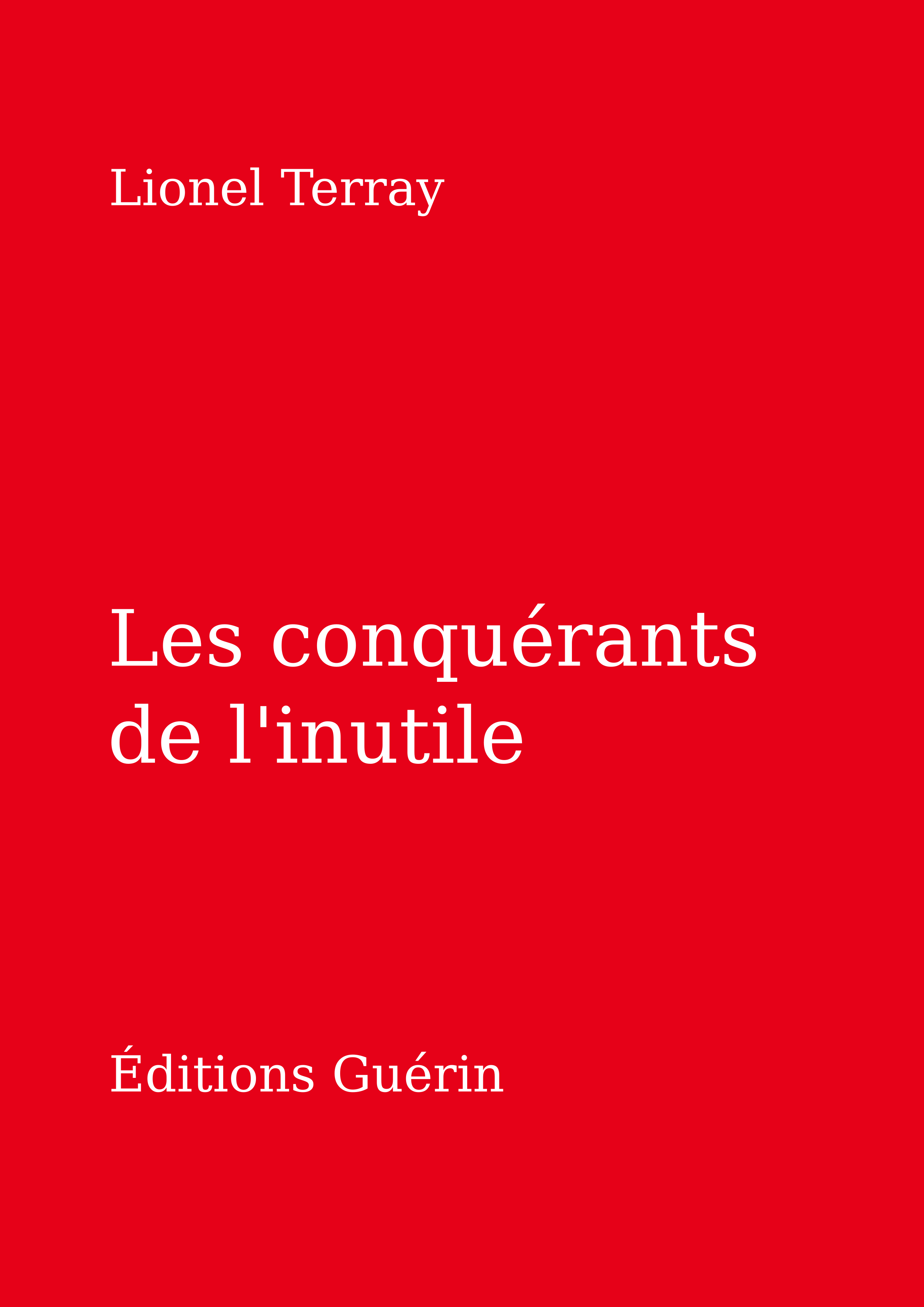
Les Conquérants de l'inutile par Lionel Terray

Les Conquérants de l'inutile est un livre écrit par l'alpiniste Lionel Terray publié initialement par Gallimard en 1961. Ce livre autobiographique est devenu un grand classique de la littérature de montagne. Il a été réédité ensuite par les éditions Guérin.

## Filmographie
- Le Conquérant de l'inutile (au singulier) est un film réalisé par Marcel Ichac en 1966 à partir du livre de son ami Lionel Terray.